# Javier Echevarría (philosophe)
Pour les articles homonymes, voir Javier Echevarría.
Javier Echevarría (né à Pampelune le 2 mars 1948) est un philosophe des sciences espagnol.

## Biographie
Il a été professeur de logique et philosophie des sciences à l'Université du Pays Basque, et est depuis 1996, professeur du cours de Science, technologie et société au Consejo Superior de Investigaciones Científicas. 
Il a été président de la Société de logique, méthodologie et philosophie des sciences espagnoles et est actuellement vice-président de la Société espagnole Leibniz.

## Publications
- Nuevos ensayos sobre el entendimiento humano (1978)
- Introducción a la Metodología de la Ciencia: la Filosofía de la Ciencia en el siglo XX (1989)
- Calculemos: matemáticas y libertad (1996)
- Sobre el juego (1997)
- Telépolis (1994)
- Cosmopolitas domésticos (1995)
- Un mundo virtual (2000)
- Los señores del aire: Telépolis y el Tercer Entorno (2000)
- Ciencia y Valores (2002)
- La revolución tecnocientífica (2003)
- Ciencia del bien y el mal (2007)
- La luz de la luciérnaga. Diálogos de Innovación Social (con Ander Gurrutxaga, 2012)
- Entre cavernas. De Platón al Cerebro pasando por Internet (2013)
- El arte de innovar (2017)
- Tecnopersonas. Cómo las tecnologías nos transforman (con Lola S. Almendros, 2023)

## Prix
- prix Anagrama, 1995 ;
- Prix Euskadi de Investigación en sciences humaines et sociales, pour l'ensemble de son œuvre, 1997 ;
- Prix national de l'essai, 2000, pour Los Señores del Aire.